# Станчићи
Станчићи су насеље у Србији у општини Чачак у Моравичком округу. Према попису из 2022. било је 250 становника.

## Демографија
У насељу Станчићи живи 273 пунолетна становника, а просечна старост становништва износи 39,3 година (38,9 код мушкараца и 39,6 код жена). У насељу има 89 домаћинстава, а просечан број чланова по домаћинству је 3,91.
Ово насеље је великим делом насељено Србима (према попису из 2002. године), а у последња три пописа, примећен је пораст у броју становника.
|  |

| Демографија | Демографија | Демографија |
| Година      | Становника  | Становника  |
| ----------- | ----------- | ----------- |
| 1948.       | 293         |             |
| 1953.       | 311         |             |
| 1961.       | 323         |             |
| 1971.       | 300         |             |
| 1981.       | 297         |             |
| 1991.       | 324         | 323         |
| 2002.       | 348         | 349         |
| 2011.       | 331         |             |

| Етнички састав према попису из 2002.‍ | Етнички састав према попису из 2002.‍ | Етнички састав према попису из 2002.‍ | Етнички састав према попису из 2002.‍ | Етнички састав према попису из 2002.‍ |
| ------------------------------------ | ------------------------------------ | ------------------------------------ | ------------------------------------ | ------------------------------------ |
|                                      |                                      |                                      |                                      |                                      |
| Срби                                 | Срби                                 |                                      | 346                                  | 99,42%                               |
| Хрвати                               | Хрвати                               |                                      | 1                                    | 0,28%                                |
| непознато                            | непознато                            |                                      | 1                                    | 0,28%                                |

| Година пописа     | 1948. | 1953. | 1961. | 1971. | 1981. | 1991. | 2002. |
| ----------------- | ----- | ----- | ----- | ----- | ----- | ----- | ----- |
| Број домаћинстава | 58    | 61    | 69    | 72    | 80    | 90    | 89    |

| Број чланова      | 1  | 2  | 3  | 4  | 5  | 6  | 7 | 8 | 9 | 10 и више | Просек |
| ----------------- | -- | -- | -- | -- | -- | -- | - | - | - | --------- | ------ |
| Број домаћинстава | 10 | 14 | 12 | 18 | 12 | 19 | 4 | 0 | 0 | 0         | 3,91   |

| Пол    | Укупно | Неожењен/Неудата | Ожењен/Удата | Удовац/Удовица | Разведен/Разведена | Непознато |
| ------ | ------ | ---------------- | ------------ | -------------- | ------------------ | --------- |
| Мушки  | 145    | 37               | 94           | 6              | 3                  | 5         |
| Женски | 141    | 15               | 99           | 23             | 3                  | 1         |
| УКУПНО | 286    | 52               | 193          | 29             | 6                  | 6         |

| Пол    | Укупно                    | Пољопривреда, лов и шумарство | Рибарство                            | Вађење руде и камена | Прерађивачка индустрија       |
| ------ | ------------------------- | ----------------------------- | ------------------------------------ | -------------------- | ----------------------------- |
| Мушки  | 90                        | 43                            | 0                                    | 0                    | 22                            |
| Женски | 50                        | 29                            | 0                                    | 0                    | 6                             |
| УКУПНО | 140                       | 72                            | 0                                    | 0                    | 28                            |
| Пол    | Производња и снабдевање   | Грађевинарство                | Трговина                             | Хотели и ресторани   | Саобраћај, складиштење и везе |
| Мушки  | 1                         | 2                             | 6                                    | 1                    | 10                            |
| Женски | 0                         | 0                             | 6                                    | 1                    | 0                             |
| УКУПНО | 1                         | 2                             | 12                                   | 2                    | 10                            |
| Пол    | Финансијско посредовање   | Некретнине                    | Државна управа и одбрана             | Образовање           | Здравствени и социјални рад   |
| Мушки  | 0                         | 1                             | 2                                    | 0                    | 0                             |
| Женски | 0                         | 1                             | 2                                    | 1                    | 4                             |
| УКУПНО | 0                         | 2                             | 4                                    | 1                    | 4                             |
| Пол    | Остале услужне активности | Приватна домаћинства          | Екстериторијалне организације и тела | Непознато            | Непознато                     |
| Мушки  | 0                         | 0                             | 1                                    | 1                    | 1                             |
| Женски | 0                         | 0                             | 0                                    | 0                    | 0                             |
| УКУПНО | 0                         | 0                             | 1                                    | 1                    | 1                             |

## Историја
Према једном новинском чланку, село је пре Првог светског рата било међу сиромашнијима, јер је рана слана убијала усеве. До преокрета је дошло у међуратном периоду захваљујући топлим лејама. Од шездесет газдинстава 52 су се бавила баштованлуком. Школа је подигнута 1930-тих, није било цркве ни кафане.